# برونو مانويل أرواخو براغا
برونو مانويل أرواخو براغا (17 يونيو 1983 في البرتغال - ) هو لاعب كرة قدم برتغالي في مركز الوسط. لعب مع نادي ريو أفي ونادي ليتشويس ونادي بينفايل وS.L. Benfica (Luanda) ‏ وسالجويروس ‏ ونادي ليسا ‏ ونادي تيرسينس ‏ ونادي تشافيس.

## وصلات خارجية
- برونو مانويل أرواخو براغا على موقع قاعدة بيانات كرة القدم.إي يو (الإنجليزية)
- برونو مانويل أرواخو براغا على موقع Soccerway.com (الإنجليزية)
- برونو مانويل أرواخو براغا على موقع AS.com (الإسبانية)